# 西鉄渡瀬駅

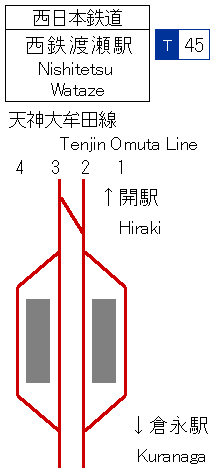
配線図

西鉄渡瀬駅（にしてつわたぜえき）は、福岡県大牟田市大字倉永にある西日本鉄道（西鉄）天神大牟田線の駅である。駅番号はT45。

## 歴史
- 1938年（昭和13年）10月1日：渡瀬駅として開業。
- 1939年（昭和14年）7月1日：九鉄渡瀬駅に改称届出[1]。
- 1942年（昭和17年）9月22日：西鉄渡瀬駅に改称。
- 1966年（昭和41年）：駅舎改築。
- 2014年（平成26年）3月22日：駅窓口営業時間を変更（それまでは初電から終電まで駅員が常駐していた）。
- 2017年（平成29年）2月1日：駅ナンバリングを導入[2]。
- 2021年（令和3年）4月1日：駅集中管理システムを導入、終日無人化[3][4]。
- 2024年（令和6年）10月[要出典]：クレジットカードなどのタッチ決済実証実験を開始[5][6]。

## 駅構造
島式ホーム2面4線を持つ地上駅である。特急・急行の停車しない西鉄の駅のうち、2面4線構造をもつ唯一の駅である。
朝のラッシュ時には、特急や急行が当駅で普通を追い越す。福岡方に渡り線があり（1番のりばで折り返しが可能）、かつては当駅折り返し列車も設定されていた。
| のりば | 路線          | 行先                           |
| ------ | ------------- | ------------------------------ |
| 1・2   | ■天神大牟田線 | 大牟田方面                     |
| 3・4   | ■天神大牟田線 | 久留米・福岡（天神）・甘木方面 |

ホーム有効長は1・4番線が5両、2・3番線が6両分ある。

## 利用状況
2024年度の1日平均乗降人員は338人である。
| 年度               | 1日平均 乗車人員 | 1日平均 乗降人員 |
| ------------------ | ---------------- | ---------------- |
| 2001年（平成13年） | 271              | 526              |
| 2002年（平成14年） | 252              | 496              |
| 2003年（平成15年） | 246              | 484              |
| 2004年（平成16年） | 230              | 458              |
| 2005年（平成17年） | 225              | 452              |
| 2006年（平成18年） | 219              | 436              |
| 2007年（平成19年） | 225              | 438              |
| 2008年（平成20年） | 221              | 430              |
| 2009年（平成21年） | 211              | 412              |
| 2010年（平成22年） | 203              | 398              |
| 2011年（平成23年） | 202              | 400              |
| 2012年（平成24年） | 195              | 383              |
| 2013年（平成25年） | 192              | 380              |
| 2014年（平成26年） | 173              | 378              |
| 2015年（平成27年） | 167              | 354              |
| 2016年（平成28年） | 167              | 356              |
| 2017年（平成29年） | 159              | 356              |
| 2018年（平成30年） | 170              | 345              |
| 2019年（令和元年） |                  | 347              |
| 2020年（令和02年） |                  | 248              |
| 2021年（令和03年） |                  | 269              |
| 2022年（令和04年） |                  | 314              |
| 2023年（令和05年） |                  | 334              |
| 2024年（令和06年） |                  | 338              |

## 駅周辺
- 市場山下簡易郵便局
- 国道208号
- グッデイ倉永店
- 倉永生活循環バス 西鉄渡瀬駅前停留所

JR鹿児島本線渡瀬駅には、北隣の開駅のほうが近い。

## 隣の駅
西日本鉄道
■天神大牟田線
■特急・■急行
通過
■普通
開駅（T44） - 西鉄渡瀬駅（T45） - 倉永駅（T46）